# Кузьминка (Чишминський район)
Ку́зьминка (рос. Кузьминка, башк. Кузьминка) — присілок у складі Чишминського району Башкортостану, Росія. Входить до складу Шингак-Кульської сільської ради.
Населення — 108 осіб (2010; 91 в 2002).
Національний склад:
- башкири — 32 %
- росіяни — 29 %